# Observateur Ébène
Observateur Ébène, de son vrai nom Florent Amany, né le 11 juillet 1989 à Bouaké, est un comédien, Web humoriste et acteur de nationalité ivoirienne.

## Biographie
Né le 11 juillet 1985 à Bouaké, Observateur Ébène fait le Lycée scientifique de Yamoussoukro. Après l'obtention du  brevet de technicien supérieur en électronique, il décide de poursuivre ses études en France mais il échoue au test de sélection organisé au consulat de France à Abidjan.
C'est en 2011 que commence l'humour pour Observateur Ébène, il poste sa première vidéo en 2011 dans le cadre de présenter son quotidien en classe. Il se fait remarquer lorsqu’il décide de s’attaquer aux musiciens en vogue sur son compte YouTube, Instagram ou encore Snapchat. Des stars du rap français et américains comme Gims, Booba et Akon n'échappe pas au comédien. 
Il se fera remarquer véritablement après une vidéo publiée sur le réseau social Facebook où Observateur, s'adresse aux terroristes à la suite des attaques terroristes à Grand-Bassam en Côte d'Ivoire et à Bruxelles en 2016,. 
Le succès démarre pour lui en 2015 lorsqu’il est repéré par Cyril Hanouna pour intégrer son équipe de chroniqueurs pour l’une des émissions de télévision les plus en vogue en France, intitulé touche pas à mon poste. Il se penche également vers la musique avec un premier featuring avec l’artiste ivoirien bebi Philip.

## Filmographie
- 2021: En passant pécho[5],[6]
- 2024: Moi, capitaine
- 2024: En place
- 2025 : La Mission de l'espace de Jean-Pascal Zadi

## Observateur ébène face à la justice
Accusé par la chroniqueuse ivoirienne Marie-Paule Adjé à la suite d'une série de vidéos virulentes postées sur les réseaux sociaux pour atteinte à l'honneur, le 15 avril 2024 Observateur ébène est convoqué par la plateforme ivoirienne de lutte contre le cyber criminalité et mis en détention provisoire au Pôle pénitentiaire d'Abidjan ex Maca. Il est par la suite jugé et condamné à une amende de 5 millions de FCFA en l’encontre de l’accusé, somme qui destinée à l’état Ivoirien. Il est également demandé à Observateur ébène de verser la symbolique somme d’un franc à sa victime en signe de reconnaissance du mal infligé. Il est libéré après deux mois de détention,.